# Comuna Șcerbani, raionul Poltava, regiunea Poltava
Șcerbani (în ucraineană Щербані) este o comună în raionul Poltava, regiunea Poltava, Ucraina, formată din satele Hora, Horbanivka, Nîjni Mlînî, Rozsoșenți, Șcerbani (reședința), Șmîhli și Tiutiunnîkî.

## Demografie
Componența lingvistică a comunei Șcerbani
     Ucraineană (93,53%)
     Rusă (6,23%)
     Alte limbi (0,16%)
Conform recensământului din 2001, majoritatea populației comunei Șcerbani era vorbitoare de ucraineană (93,53%), existând în minoritate și vorbitori de rusă (6,23%).